# Vega C
De Vega C is de tweede variant van de Vega-raketfamilie die op 13 juli 2022 voor het eerst vloog. De raket is krachtiger dan zijn voorganger. De raket wordt door het Italiaanse AVIO gebouwd en in opdracht van ESA ook door hen ontwikkeld. De Vega C werd in eerste instantie gelanceerd door Arianespace. Sinds de zomer van 2025 organiseert fabrikant AVIO zelf de verkoop van de lanceringen.
Voor de ontwikkeling van deze krachtiger versie van de Vega-raket werd in 2014 opdracht gegeven. Op 19 maart 2021 bestelde Arianespace tien Vega C-raketten en startte de productie. De eerste vlucht was gepland voor 2019 en werd met vertraging op 13 juli 2022 gelanceerd. Naast technische problemen leidde ook de coronacrisis tot vertraging.
De Vega C wordt in staat geacht vrachten van 2200 kilogram in een polaire baan op een hoogte van 700 kilometer te kunnen afzetten. Daarmee valt de Vega C net in de medium lift-klasse die beschikt over een maximale vrachtcapaciteit tussen de 2000 tot 20.000 kg naar een lage baan om de Aarde (LEO). 
Een upgrade voor meer stuwkracht is in ontwikkeling en voor een later stadium wordt een nog krachtiger drietrapsraket, de Vega E, ontwikkeld. De eerste twee trappen van die raket zullen gelijk zijn aan die van de Vega C.

## Kenmerken
De Vega C is net als zijn voorganger een viertrapsraket en gebruikt technieken van zowel de originele Vega als de Ariane 6.

### Eerste trap
De eerste trap van de originele Vega (de P80) is vervangen door de krachtiger P120C die voortborduurt op de techniek van de P80. De P120C wordt tevens als side-booster van de Ariane 6 gebruikt. 
Dit spaart kosten. De eerste missies voor deze raket zijn reeds geboekt. De P120C is de grootste vastebrandstofmotor uit één segment ooit gebouwd. 
Op 16 juli 2018 werd met de eerste P120C succesvol een statische start-test uitgevoerd op het Vegalanceerplatform ELA-1. 
Dit werd op 28 januari 2019 en 7 oktober 2019 herhaald. Die laatste was overigens naar Ariane 6-specificaties gebouwd.
De P120C is 13,38 meter lang met een diameter van 3,4 meter. Voor de lancering heeft deze een massa van 155.027 kilogram waarvan 141.643 kilogram brandstof. De brandtijd is 135,7 seconden bij een stuwkracht van 4.323 kilonewton. De specifieke stoot bedraagt 279 seconden.

#### Geplande upgrade
Op 31 maart 2022 kondigde ESA aan voornemens te zijn een krachtiger eerste trap, de P120C+, te ontwikkelen. Deze wordt ongeveer een meter langer en bevat zo’n 14.000 kilogram extra brandstof. De P120+ is ondertussen hernoemd tot P160. Deze zal ook als eerste trap voor de Vega E en aanhaak-booster de Ariane 6 worden gebruikt. De stuwkracht is 4780 kilonewton en de brandtijd 37 seconden.
Op 24 april 2025 werd de P160C met succes voor het eerst aan een statische starttest onderworpen op het Centre Spatial Guyanais. Avio en Arianesoace zijn van plan de P160 in 2026 in gebruik te nemen.

### Tweede trap
De tweede trap is de Zefiro 40 (Z40); een grotere versie van de Z23-tweede trap van de originele Vega. Deze werkt op vaste brandstof. Hij is 8,07 meter lang, heeft een diameter van 2,4 meter en heeft bij de lancering 40.477 kilogram massa, waarvan 36.239 kilogram brandstof is. De Z40 heeft een brandtijd van 92,9 seconden met stuwkracht van 1.304 kilonewton. De specifieke stoot is 293,5 seconden.

### Derde trap
De derde trap is net als bij de originele Vega de Zefiro 9 (Z9) en werkt op vaste brandstof. Hij is 4,12 meter lang, heeft een diameter van 1,9 meter en heeft voor de lancering een massa van 12.000 kilogram waarvan 10.567 kilogram brandstof is. De Z9 heeft een brandtijd van 129,6 seconden met stuwkracht van 317 kilonewton. De specifieke stoot is 295,9 seconden.

### Vierde trap; AVUM
De AVUM functioneert net als bij de originele Vega als vierdetrap en wordt ook wel omschreven als kickstage. Deze werkt op vloeibare stuwstoffen; 248 kilogram 1,1-dimethylhydrazine (Engelse afkorting UDMH, de brandstof) 492 kilogram distikstoftetraoxide (Engelse afkorting NTO, de oxidator). De hoofdmotor is de RD-843, die een stuwkracht van 2,45 kilonewton levert, en is zo vaak als nodig te herstarten. Na een missie is de AVUM meestal in staat om een gecontroleerde terugkeerstoot uit te voeren waarna deze terug valt in de atmosfeer en verbrandt.
Sinds het voorjaar van 2022 is ESA op zoek naar een vervangende motor voor de AVUM omdat de Russische invasie van Oekraïne sinds 2022 de levering van de Oekraïense RD-843 in gevaar bracht. Er waren nog voldoende RD-843 voorradig voor de missies in 2022 en 2023.

### Neuskegel en andere hardware
De binnendiameter van de neuskegel is met drie meter zo’n 40 centimeter groter dan die van de originele Vega-raket. De buitendiameter is 3,3 meter en de lengte van de neuskegel is 9,3 meter. Deze heeft een eigen massa van 860 kilogram en een inhoud van 60 kubieke meter. 
De tussentrap die de eerste en tweede trap van de Vega-C verbindt wordt in Nederland geproduceerd door Airbus Defence and Space Netherlands.

### Lanceercomplex
De Vega C wordt gelanceerd vanaf het ELV (Ensemble de Lancement Vega) op het Centre Spatial Guyanais in Frans Guyana. Vanaf die lanceerbasis kan zowel in oostelijke richting als in noordelijke richting worden gelanceerd en zijn bijna alle banen om de Aarde met uitzondering van een retrograde baan te bereiken. Dit lanceercomplex werd ook gebruikt voor de Vega en op dezelfde plaats lag eerder het complex ELA-1 dat voor Ariane 1-, 2- en 3-raketten werd gebruikt. Nog daarvoor lag er het lanceercomplex voor de Europa II-raketten.

## Vluchten
| volgnr. | Vluchtnummer | Datum                      | Nuttige lading                                            | Commentaar                                                        |
| ------- | ------------ | -------------------------- | --------------------------------------------------------- | ----------------------------------------------------------------- |
| 1       | VV21         | 13 juli 2022, 13:13 UTC    | LARES 2 (Laser Relativity Satellite 2, + CELESTA en meer) | Succes                                                            |
| 2       | VV22         | 21 december 2022, 1:47 UTC | Zoom In, Pléïades-5 & 6                                   | Mislukt Falen 2e trap                                             |
| 3       | VV25         | 5 december 2024, 21:20 UTC | Sentinel-1C                                               | Succes                                                            |
| 4       | VV26         | 29 mei 2025, 9:15 UTC      | BIOMASS                                                   | Succes lichte onderprestatie tweede trap. AVUM-trap compenseerde. |

### Geplande vluchten
| volgnr. | Vluchtnummer | Datum        | Nuttige lading            | Commentaar |
| ------- | ------------ | ------------ | ------------------------- | ---------- |
|         |              | Zomer 2024   | Sentinel-2C               |            |
|         |              | 2024 of 2025 | Sentinel-3C               |            |
|         |              | 2024 of 2025 | Sentinel CO2M-A en CO2M-B |            |

## Anomalie

### VV22
Op 21 december 2022 mislukte de tweede vlucht van het Vega-C-systeem. 2 minuten en 27 seconden na het opstijgen van de raket was er een anomalie. Dat was rond het moment waarop de Zefiro 40 (tweede trap) had moeten worden ontstoken. Ongeveer een minuut later werd uit de live telemetrie duidelijk dat de raket niet het juiste traject volgde, niet de juiste hoogte bereikte en terug op Aarde zou vallen. De raket had een maximum hoogte van 110 kilometer bereikt. 
ESA en Arianespace benoemden daarop een onderzoekscommissie. De oorzaak werd gevonden in het materiaal waarvan de straalpijp was gemaakt. Dit door het Oekraïense Joezjnoje geleverde koolstof-koolstof-composiet erodeerde in de hogere atmosfeer sneller dan bij tests op zeeniveau was gebleken. Er zal voortaan een straalpijp van een ander composiet en andere leverancier worden gebruikt. Door de oorlog in Oekraïne was levering door Joezjnoje niet langer mogelijk.
Op 28 juni 2023 ondervond een vernieuwde Zefiro 40 tijdens een grondtest een anomalie waardoor de stuwkracht afnam. Hierdoor is de heringebruikname van de Vega C verder uitgesteld. In januari 2024 gaf Arianespace aan te verwachten op 15 november 2024 weer een Vega C te lanceren. Voor die tijd moest AVIO twee succesvolle grondtesten met een verbeterde Zefiro 40 uitvoeren. In mei en oktober 2024 werden die succesvolle hotfire-tests uitgevoerd. Op 5 december 2024 werd missie VV25 met succes gelanceerd.